# Golf van Aden
De Golf van Aden (Arabisch: خليج عدن, uitspraak: Khalyj 'Adan) is een deel van de Arabische Zee, gelegen tussen het Arabische Jemen aan de noordkant en de Afrikaanse landen Djibouti en Somalië aan de zuidkant. Een andere naam is Golf van Jemen.
De Golf van Aden ligt in het verlengde van het Suezkanaal en de Rode Zee en met deze zee is het verbonden via de Bab el Mandeb. De zeestraat maakt op deze manier deel uit van de belangrijke scheepvaartverbinding tussen de Middellandse Zee en de Indische Oceaan. Belangrijke havensteden zijn in Djibouti de gelijknamige hoofdstad Djibouti, in Somalië Bosaso en Berbera, en Aden in Jemen.
De milieuvervuiling in deze zee is relatief laag. Het water is daardoor rijk aan vis en er komen veel koraalriffen voor.

## Piraterij
Gezien de instabiliteit van de kustlanden zijn terroristische aanslagen en piraterij een veelvoorkomend verschijnsel in dit gebied. Maritieme afdelingen van enkele Europese landen opereren sinds 2008 in de Golf van Aden onder de codenaam Operatie Atalanta. Dit houdt in dat er in de wateren rond Somalië wordt gepatrouilleerd en er worden koopvaardijschepen geëscorteerd. Aan deze missie doen onder andere Duitsland, het Verenigd Koninkrijk en België mee.

## Overleden
- Jules Jacot-Guillarmod (1868-1925), Zwitsers arts, alpinist en fotograaf

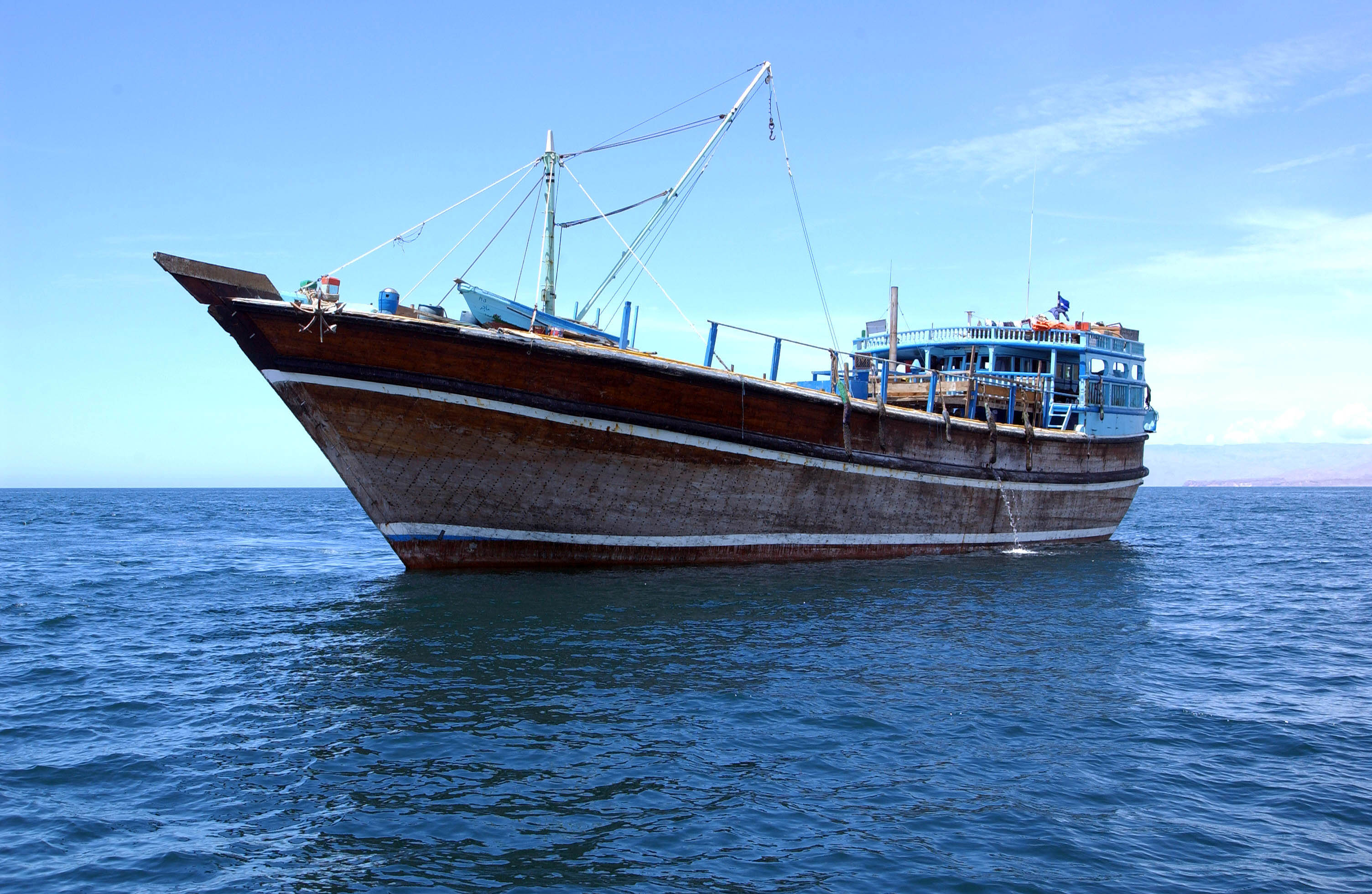
Dhow in de Golf van Aden
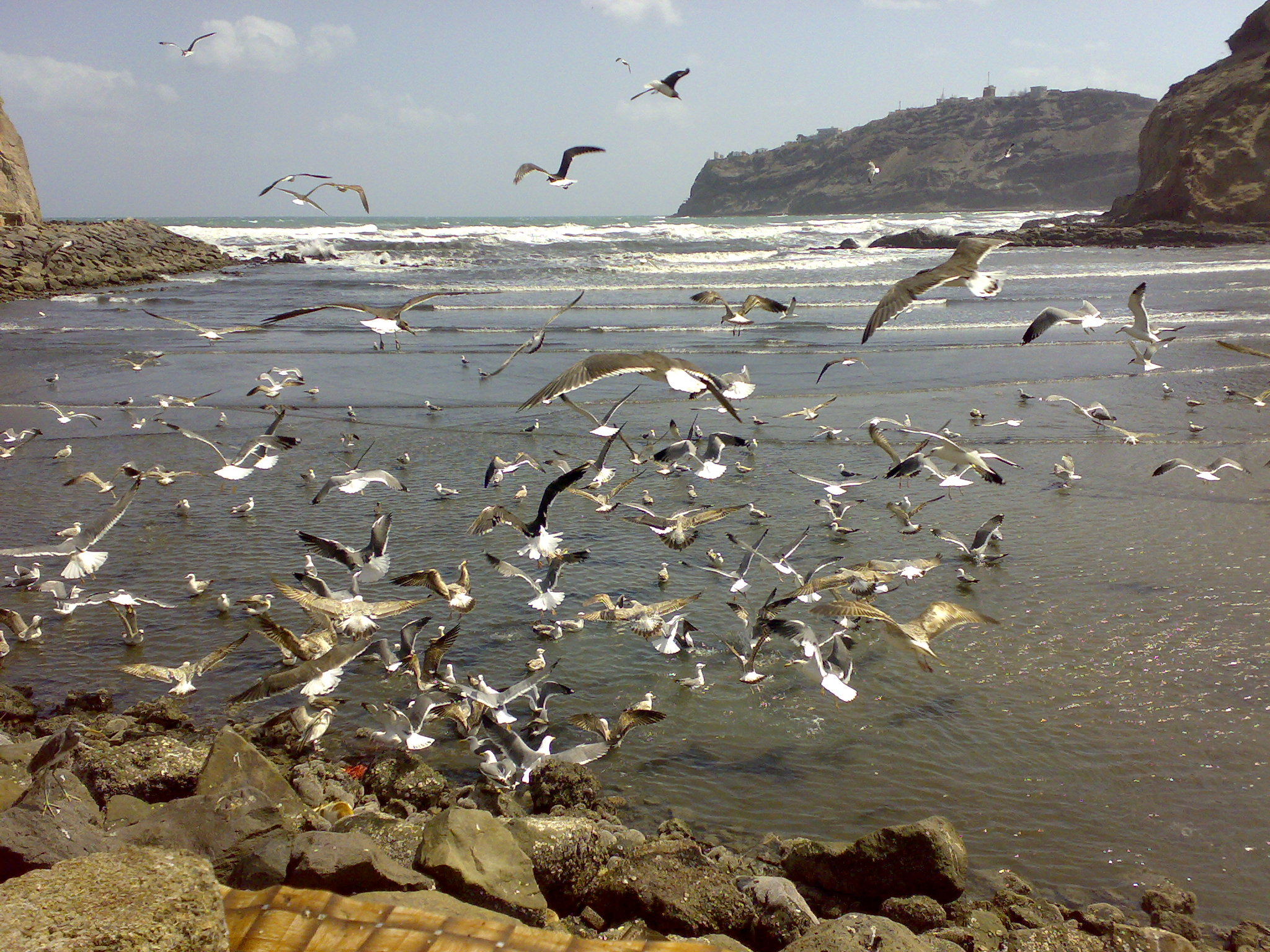
Kust bij de stad Aden
- Berbera in Somalië